# Герб Чувашії

Герб Чуваської Республіки

Герб Чуваської Республіки є державним символом Чуваської Республіки.

## Опис
Державний герб Чуваської Республіки — це геральдичний щит, на якім зображено «Древо життя», що росте із чуваської землі. «Древо життя» — знак довгого історичного шляху, пройденого чуваським народом. Пурпуровий (темно-червоний) колір Древа й нижньому півколі символізує споконвічне прагнення народу до волі, яке дало змогу йому зберегти свої традиції й самобутність. Ясно-жовтий колір — колір Сонця, що дарує життя всьому на землі. За чуваськими народними поданнями, жовтий колір — найпрекрасніший із усіх кольорів. Над геральдичним щитом розташовано три 8-кутні зірки. 8-кутна зірка — один із найпоширеніших елементів чуваського орнаменту, що виражає красу й досконалість. Стилізований хміль на кінцях півкола — образ традиційного багатства чуваського народу й Республіки — «зеленого золота». Ще в першому Договорі київського князя Володимира з Волзькою Булгарією 985 р. сказано: «Тоді не буде між нами миру, коли камінь стане плавати, а хміль — тонути» (Повість минулих літ).

## Галерея гербів радянського періоду

1926 — 1927
1927 — 1931
1931 — 1937
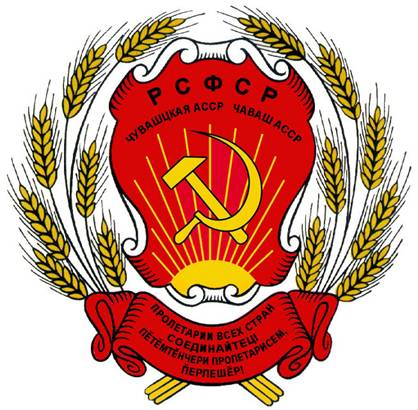
1937 — 1978
1978 — 1992